# جونكو موري
جونكو موري (باليابانية: 森潤子) هي ملحنة يابانية، ولدت في 13 فبراير 1948 في نييغاتا في اليابان.